# Danny Wieck
Danny Wieck (* 6. November 1991 in Stralsund) ist ein deutscher Schwimmsportler im Rettungsschwimmen. Er ist Mitglied des SC Wiesbaden 1911.

## Erfolge
Im Alter von 21 Jahren wurde Wieck bei den World Games 2013 in Cali zum ersten Mal World-Games-Sieger in der 4-mal-25-Meter-Puppenstaffel und der 4-mal-50-Meter-Hindernisstaffel. Im Jahr 2014 wurde er Weltmeister in der Disziplin 50 m Retten einer Puppe und 100 m kombinierte Rettungsübung in Montpellier. 2015 gewann er die Europameisterschaft im 50-m-Puppenschwimmen. 2017 errang er bei den World Games in Breslau zwei Goldmedaillen, im 50-m-Puppenretten und in der 4-mal-25-Meter-Staffel. Dabei verbesserte Wieck seinen eigenen im Mai 2017 aufgestellten Weltrekord.
Für seine sportlichen Leistungen wurde Wieck am 13. Oktober 2017 von Bundespräsident Frank-Walter Steinmeier mit dem Silbernen Lorbeerblatt ausgezeichnet. Am 9. September 2022 wurde er zum zweiten Mal mit dem silbernen Lorbeerblatt ausgezeichnet.
Wieck ist der erfolgreichste Rettungssportler bei den World Games.